# Onychoteuthis prolata
Onychoteuthis prolata is een inktvissensoort uit de familie van de Onychoteuthidae. De wetenschappelijke naam van de soort is voor het eerst geldig gepubliceerd in 2008 door Bolstad, Vecchione & Young [in Bolstad].